# Джамбо (жест)

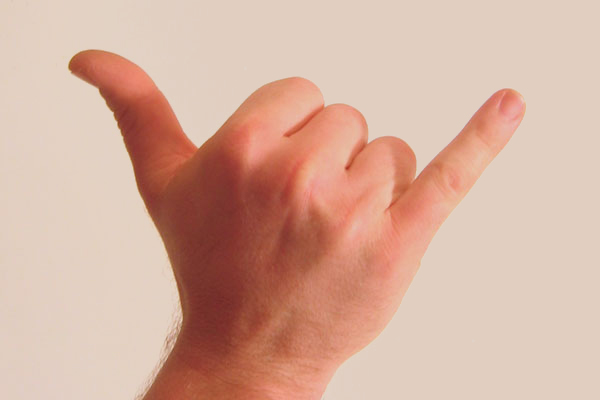

Джамбо (англ. jumbo) або Шака (англ. shaka)  — вітальний жест у вигляді відстовбурчених великого пальця і мізинця і притиснутих до долоні вказівного, середнього і безіменного пальців. Кисть, при цьому, звернена пальцями вгору і тильною стороною до об'єкта привітання.
Поширене привітання на Гаваях, а також в середовищі серферів, парашутистів та ін. При святкуванні гола його часто використовував футболіст Роналдінью.
В Африці його перейняли найманці, там він отримав назву «джамбо». Військові різних країн показують його як вітання між собою. Жест показаний у фільмі 2016 року «Таємні воїни Бенгазі». Найманці з ПВК «Вагнер» демонстрували його при жорстоких вбивствах в Сирії.

## В Україні
Подібний жест, тільки з мізинцем, направленим вниз, може означати розмову по телефону (з прикладанням вуха), пропозицію випити (з характерним перекиданням) або пропозицію покурити марихуану або гашиш (з піднесенням до рота). Також він означає привітання мілітаристів, страйкболістів, військових